# هوت
هوت (به انگلیسی: Hoot) یک فیلم ساخته شده در سال ۲۰۰۶ بر اساس رمانی از کارل هیسن به همین نام است. ساخته ویل شرینر، در ۵ مه ۲۰۰۶ اکران عمومی خود را آغاز کرد. شرکت‌های والدن مدیا با امتیاز نارنیا و نیو لاین سینما (خط جدید سینما)، در تولید آن نقش داشته‌اند. پناهگاه‌های جغدها در فیلم نشان داده می‌شود، همراه با موسیقی که به وسیلهٔ جیمی بافت نواخته می‌شود، تهیه‌کننده‌ای که نقش آقای رین، معلم علوم، را در فیلم بازی می‌کند.

## خلاصه داستان
روی ابرهاردت از مونتانا به فلوریدا نقل مکان کرده‌است و اشتباه گفتار دیگران را همیشه درست می‌کند. او بیرحمانه شوخی می‌کند و نسبتاً خسته کننده‌است تا اینکه آشنایی بیتریس لیپ (بری لارسون) را تجربه می‌کند و برادر ناتنی‌اش مولت فینگرز (کودی لینلی) یک سرکش حسابی است.
در این احوال، یک مدیر عامل فاسد و بی رحم یک کمپانی کلوچه سازی سعی دارد یک خانه کلوچه سازی جدید نزدیک آن‌ها بسازد. یک مسئله وجود یک گروه لانه‌های جغدهاست که اگر محل زندگی آن‌ها تهدید می‌شد حتماً می‌مردند.
سه نفر به یک جنگ صلیبی مبادرت می‌کنند که حیوانات به خطر انداخته‌شده را نجات دهند. مولت فینگرز به خرابکاری لانه‌ها ادامه می‌دهد در حالی که روی با کوشش بسیار سعی دارد جغدها را حفظ کند. در این اثناء، دلینکو (لوک ویلسون) یک مأمور پلیس ناشی، برای پیدا کردن کسانی که محل را تخریب کرده‌اند، اعزام می‌شود و کرلی (تیم بلیک نلسون) یک سرپرست کارگاه بی تجربه، برنامه ساخت را سعی می‌کند طبق برنامه به جلو ببرد.
نهایتاً سه نفر به افسر دلینکو و بقیه شهر نشان می‌دهند که جغدها در محل هستند و محل ساختمان تبدیل به یک مرکز نگهداری جغد می‌شود.